# 長谷川庄七
長谷川 庄七（はせがわ しょうしち、荘七・勝七とも、文政7年（1824年）もしくは文政9年（1826年） - 元治元年8月16日（1864年9月16日）？）は幕末の志士、水戸藩領の庄屋。諱は健久。明治22年（1889年）5月、靖国神社へ合祀された。

## 生涯
常陸国行方郡芹沢村（現行方市芹沢）郷士芹沢外記貞幹の三男（四男とも）として生まれ、嘉永3年頃に鹿島郡駒場村（現東茨城郡茨城町駒場）の庄屋長谷川四郎右衛門有隆の娘八重子と結婚し、婿養子になった。
文久3年（1863年）3月、水戸藩主徳川慶篤の上洛に際して江戸城西の丸の警備を行うために江戸に出て、新徴組に加わる。
その後、帰郷し小川郷校（現小美玉市小川）に屯集、物資の交渉のため佐倉藩に赴き、11月26日に藩士依田学海らと会談するも拒否された。
筑波山で挙兵した天狗党に加わって小荷駄奉行となり、元治元年（1864年）8月16日頃、那珂湊で戦死した。遺体は天聖寺に葬られたとされる。